# Nadine (orkaan)
De orkaan Nadine was de veertiende tropische cycloon van het Atlantisch orkaanseizoen 2012. Het was de vierde langstlevende orkaan in het Atlantische bassin. Nadine ontwikkelde zich uit een tropische golf ten westen van de Kaap Verdische eilanden op 10 september. De volgde dag sterkte deze aan tot de tropische storm Nadine. In eerste instantie trok Nadine in noordwestelijke richting en later noordwaarts, weg van enige landmassa. Vroeg op 15 september bereikte Nadine orkaankracht en trok oostwaarts. Door een toename van verticale windschering zwakte Nadine af naar een tropische storm op 16 september. De dag erna trok de storm naar het noordoosten en bedreigde de Azoren. Laat op 19 september draaide Nadine echter naar het oostzuidoosten voordat ze de eilanden bereikte, maar de tropische stormwinden bereikten wel sommige van de eilanden. Op 21 september draaide de storm ten zuiden van de Azoren zuidzuidoostwaarts om alter af te zwakken tot een niet-tropische depressie.
Door gunstige omstandigheden sterkten de resten van Nadine op 24 september opnieuw aan tot een tropische cycloon. De storm meanderede vervolgens langzaam door het oosten van de Atlantische Oceaan. Uiteindelijk draaide Nadine zuidzuidwestwaarts en werd bijna stationair. Op 28 september draaide de storm noordwestwaarts en sterkte aan tot een orkaan en piekte op 30 september met een windsnelheid van 150 km/h. De dag erna zwakte Nadine weer af tot een tropische storm. Uiteindelijk werd Nadine op 3 oktober een extratropische cycloon vlak voordat ze opging in een koufront ten noordoosten van de Azoren. De resten van Nadine passeerden de Azoren op 4 oktober en brachten opnieuw relatief krachtige wind op de eilanden.